# 胡西納波利亞納
49°49′16″N 36°17′17″E / 49.82111°N 36.28806°E
胡西納波利亞納（烏克蘭語：Гусина Поляна）是位於烏克蘭東部的村莊，由哈爾科夫州丘胡伊夫区的茲米伊夫市鎮負責管轄。該村始建於1730年，面積0.49平方公里，海拔高度99米，2001年人口623，人口密度每平方公里1,274人。